# 潘瑟福里斯特 (阿肯色州)
潘瑟福里斯特（英語：Panther Forest）是位於美國阿肯色州奇科特縣的一個非建制地區。該地的面積和人口皆未知。

## 地理
潘瑟福里斯特的座標為33°24′13″N 91°15′04″W / 33.40361°N 91.25111°W，而該地的平均海拔高度為39米（即128英尺）。